# Вампирска академија (ТВ серија)
Вампирска академија (енгл. Vampire Academy) америчка је фантастична и хорор телевизијска серија коју су развиле Џули Плек и Маргерит Макинтајер за Peacock. Темељи се на истоименом серијалу романа Ришел Мид. Прати животе Роуз Хатавеј (Сиси Стрингер), дампирке на обуци, и Лисе Драгомир (Данијела Нијевес), моројске принцезе. Премијерно је приказана 15. септембра 2022. године. Производи је Universal Television.
Друга је адаптација серијала романа, после истоименог филма из 2014. године, те представља његов рибут. Peacock је наручио серију у мају 2021. године, док је касније најављена глумачка постава. Снимана је у Шпанији и Португалији.

## Радња
Лиса, краљевска вампирица, и њена најбоља пријатељица и заштитница, Роуз, управљају романтиком, класном политиком и древном магијом у свом интернату за вампире. Када се између две пријатељице развије мистериозна веза, оне морају да раде заједно да би је дешифровале док се суочавају са претњама унутар и изван капија, укључујући крвожедне и немртве стригоје.

## Улоге

### Главне
| Глумац           | Улога           |
| ---------------- | --------------- |
| Сиси Стрингер    | Роуз Хатавеј    |
| Данијела Нијевес | Лиса Драгомир   |
| Кирон Мур        | Димитриј Белков |
| Андре Дае Ким    | Кристијан Озера |
| Анита-Џој Уваје  | Татјана Вогел   |
| Мија Макена Брус | Мија Карп       |
| Џонета Кајзер    | Сонја Карп      |
| Ендру Линер      | Мејсон Ашфорд   |
| Ријан Бландел    | Мередит Б.      |
| Џ. Огаст Ричардс | Виктор Дашков   |

### Споредне
| Глумац                | Улога          |
| --------------------- | -------------- |
| Пик-Сен Лим           | Марина         |
| Џејсон Дијаз          | Андре Драгомир |
| Макс Паркер           | Михаил Танер   |
| Џенифер Кирби         | Алберта Кејси  |
| Џозеф Олман           | Џеси Зеклос    |
| Јаел Белича           | Мари Картер    |
| Анџела Винтер         | Ајрин Вогел    |
| Крејг Стивенсон       | Дејн Зеклос    |
| Адам Квинтеро         | Питер Тарус    |
| Блејк Патрик Андерсон | Еди Кастил     |

### Гостујуће
| Глумац              | Улога           |
| ------------------- | --------------- |
| Корнелије Макарти   | Роберт Карп     |
| Лео Вудол           | Адријан Ивашков |
| Луиза Коноли Бернам | Силвер          |
| Џази де Лисер       | Саша Танер      |
| Лилијана Кабал      | деканка Кирова  |
| Хавијер Рамос       | декан Барнс     |

## Епизоде
| Бр. еп. | Наслов | Редитељ        | Teleplay by                         | Премијера           |
| ------- | ------ | -------------- | ----------------------------------- | ------------------- |
| 1       |        | Бил Вудраф     | Маргерит Макинтајер и Џули Плек     | 15. септембар 2022. |
| 2       |        | Луис Пријето   | Линда Ге                            | 15. септембар 2022. |
| 3       |        | Луис Пријето   | Моренике Балогун Кох                | 15. септембар 2022. |
| 4       |        | Џеси Ворн      | Џејсон Кофи                         | 15. септембар 2022. |
| 5       |        | Џеси Ворн      | Адам Старкс                         | 22. септембар 2022. |
| 6       |        | Ерика Дантон   | И. Шајрин Разак                     | 29. септембар 2022. |
| 7       |        | TBA            | Џ. Џ. Брајдер                       | 6. октобар 2022.    |
| 8       |        | Џули Плек      | Ноа Дијаз                           | 13. октобар 2022.   |
| 9       |        | Џофри Винг Шоц | Тавал Панјакосит Млађи и Бен О’Хара | 20. октобар 2022.   |
| 10      |        | Џофри Винг Шоц | Маргерит Макинтајер                 | 27. октобар 2022.   |

## Приказивање
Премијерно је приказана 15. септембра 2022. године за Peacock.